# Акмолінський табір дружин зрадників батьківщини
Акмолінський табір дружин зрадників батьківщини, АЛЖИР (від рос. Акмолинский лагерь жён изменников Родины) — назва 17-го жіночого табірного спеціального відділення Карагандинського ВТТ в Акмолинській області, Казахстан (1938—1953).

## Історія
Наказ НКВС СРСР № 00486 від 15 серпня 1937 поклав початок масовим репресіям проти членів сімей зрадників Батьківщини (рос. ЧСИР). Цей документ дав право без доказу провини заарештовувати і направляти в табори в першу чергу дружин переслідуваних за політичними мотивами. У короткі терміни протягом декількох місяців були заарештовані і засуджені на 5-8 років ВТТ практично всі дружини «зрадників Батьківщини».
Саме для них на підставі цього наказу було утворено Акмолинське спецвідділення Карлаг НКВД на базі так званої «26 точки».

### Особливості
АЛЖИР розміщувався на території 26 поселень, де до того розміщувалися спецпереселенці: розкуркулені, священики, монахи, віруючі різних релігій з Грузії, Молдавії, Криму, України, Білорусі. Сюди, за подвійний ряд колючого дроту, між якими ходили конвоїри з собаками, почали прибувати в поїздах дружини, сестри, родички заарештованих маршалів, генералів, наркомів, вчених, письменників, лікарів, інженерів, агрономів, розкуркулених хуторян та іноземців, широко відомі особи, художниці, балерини.
Холодні бараки з саману, тобто побудовані з цегли, в яких глина була змішана з соломою, голі дерев'яні нари, на які жінки накладали зрізаний ними біля озера і пов'язаний очерет, їм же топили єдину на весь великий барак піч. І це при тому кліматі, коли взимку бували морози в 30—40°C.
Перші півтора року режим «особливого табірного відділення» накладав додаткові обмеження на ув'язнених. Зокрема, було заборонено листування, отримання посилок, існувала заборона на роботу за фахом. Фахівці гуманітарного профілю (музиканти, поети, вчителі і т. д.) були зайняті на полях і як підсобні робітники на будівництві. Хворі, немічні, старі та діти працювали на вишивальній та швейній фабриках.

## Відомі невільниці
- Андронікашвілі Кіра Георгіївна — акторка, кінорежисерка, дружина Б. А. Пільняка. Княжна з роду Андронікових.
- Лисиціан Марія Вартанівна — тренерка з художньої гімнастики, головна тренерка збірної СРСР (1963—1971).
- Мессерер-Плісецька Рахіль Михайлівна — кіноакторка, мати Майї Плісецької (перебувала в таборі з немовлям).
- Сац Наталія Іллівна — режисерка і театральна діячка, дружина І. Я. Вейцера.
- Сербіна Ксенія Миколаївна — історикиня і археографка, публікаторка «Книги Великому Кресленню».
- Солом'янська Лія Лазарівна — діячка радянського кінематографа і журналістка, мати Т. А. Гайдара, бабуся Є. Т. Гайдара.
- співачка Лідія Русланова

У'язненими АЛЖИРу були дружини відомих людей:
- Арватова-Тухачевська Єлизавета Миколаївна — сестра маршала М. М. Тухачевського, дружина Ю. І. Арватова.
- Петерс Антоніна Захарівна — дружина Я. Х. Петерса.
- Євгенія Серебровська (чоловік — О. П. Серебровський).
- Гольдштейн Надія Абрамівна — дружина І. І. Ліберберга.
- Віра Крестинська (чоловік — М. М. Крестинський).
- Катерина Мехоношина (чоловік — К. А. Мехоношин).
- Родички М. М. Тухачевського, дружини його братів — Марія Вікентіївна і Зінаїда Федорівна.
- Дружина і дочка А. С. Єнукідзе.

Було там ув'язнено і 743 українки, серед них балерина Тетяна Афоніна, оперна співачка Харківського театру опери та балету Маріанна Лер, агрономка Марія Даниленко та багато інших.